# Air Force Two

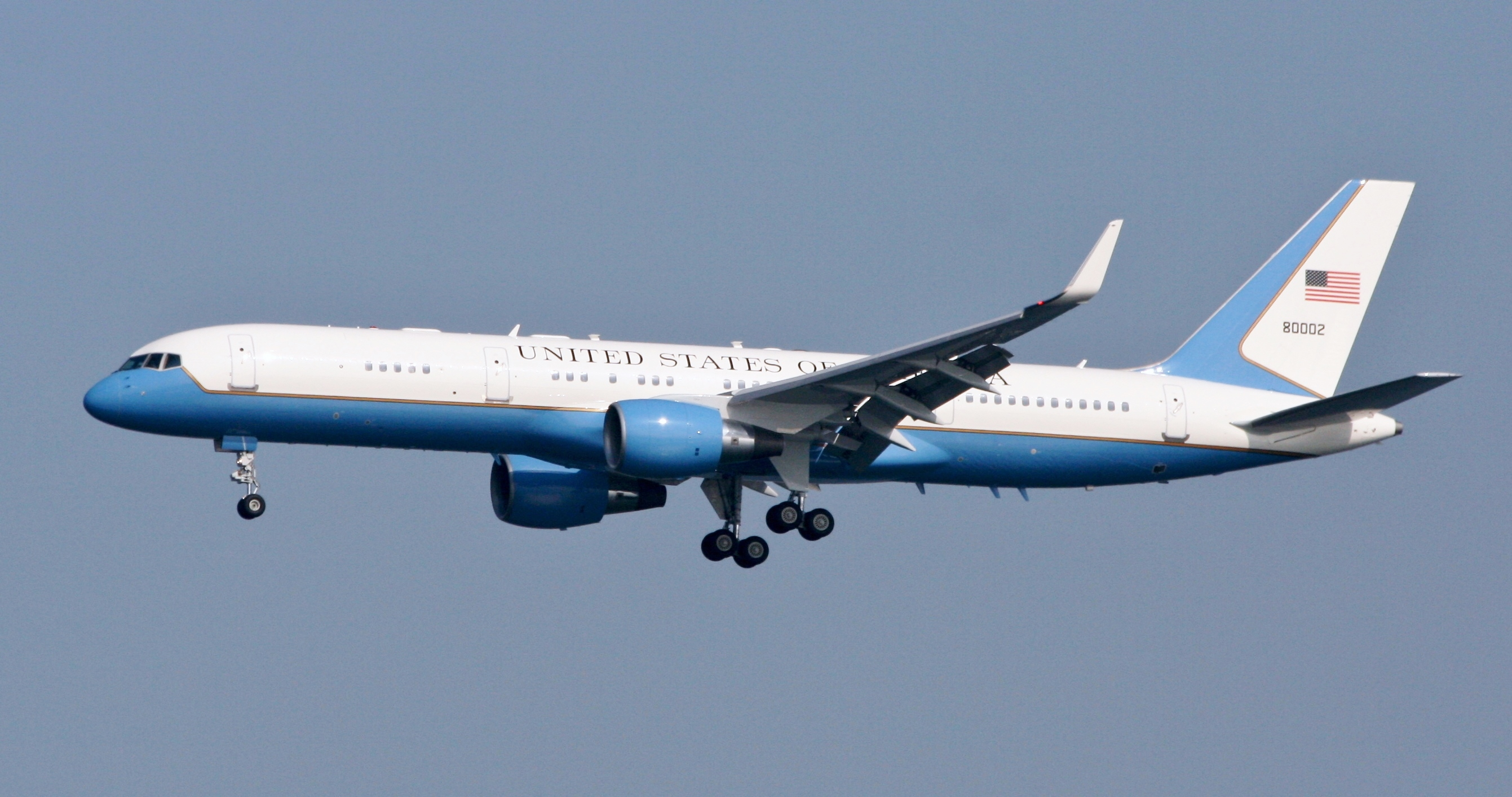
C-32A Air Force Two

Air Force Two là số hiệu điều khiển không lưu được dùng để gọi bất kì một chiếc phi cơ phản lực nào của Không quân Hoa Kỳ đang chuyên chở Phó Tổng thống Hoa Kỳ giống như Không Lực Một (Air Force One) của Tổng thống, ngoại trừ không có Tổng thống trên khoang; ngoài ra Tổng thống và Phó Tổng thống hoàn toàn không bao giờ được phép bay cùng một chiếc máy bay. Air Force Two thường xuyên sử dụng loại máy bay Boeing C-32A - một phiên bản của Boeing 757. Các loại máy bay khác của Không đoàn Không vận số 89 như chiếc Boeing C-40 Clipper, C-20B, C-37A, và C-37B cũng đã từng sử dụng làm Air Force Two cho Phó Tổng thống. Ngoài ra, Phó Tổng thống cũng có thể sử dụng loại máy bay chỉ thường dùng cho Tổng thống là Boeing VC-25A, làm Air Force Two.
Ngoài ra Phó Tổng thống Hoa Kỳ còn được Thủy quân Lục chiến Hoa Kỳ chuyên chở bằng Trực thăng, còn được gọi là Marine Two, sử dụng cùng một loại trực thăng đã chuyên chở Tổng thống (VH-3D và VH-60N) cũng như chiếc UH-1N Twin Huey của Không lực Hoa Kỳ, với số hiệu Air Force Two.

## Lịch sử

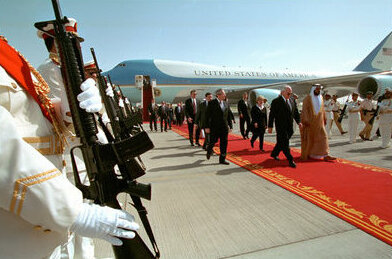
Phó tổng thống Dick Cheney sử dụng VC-25 trong chuyến công du Trung Đông năm 2002, tuy mang ký hiệu là Air Force Two nhưng lần này ngài Cheney sử dụng Boeing 747-200

Tháng 3 năm 2002. Chuyến công du 10 ngày qua 12 Quốc gia vòng quanh khu vực Trung Đông của Phó Tổng thống Dick Cheney đã sử dụng chuyên cơ VC-25A, một loại máy bay Boeing 747 được thiết kế dành riêng cho Tổng thống nhưng chuyến bay này được mang ký hiệu Air Force Two vì không có Tổng thống trên đó.